# 克罗伊森
克罗伊森（德語：Creußen，發音：[ˈkʁɔʏsn̩] ⓘ）是德国巴伐利亚州上弗兰肯行政区拜罗伊特县的城市，面积64.89平方千米，2023年12月31日人口为5,111人。2020年1月1日，非建制地区林登哈特森林东南整体（2.72平方千米）和林登哈特森林西北的西部（1.68平方千米）并入克罗伊森。